# Hyménophore
L'hyménophore est :

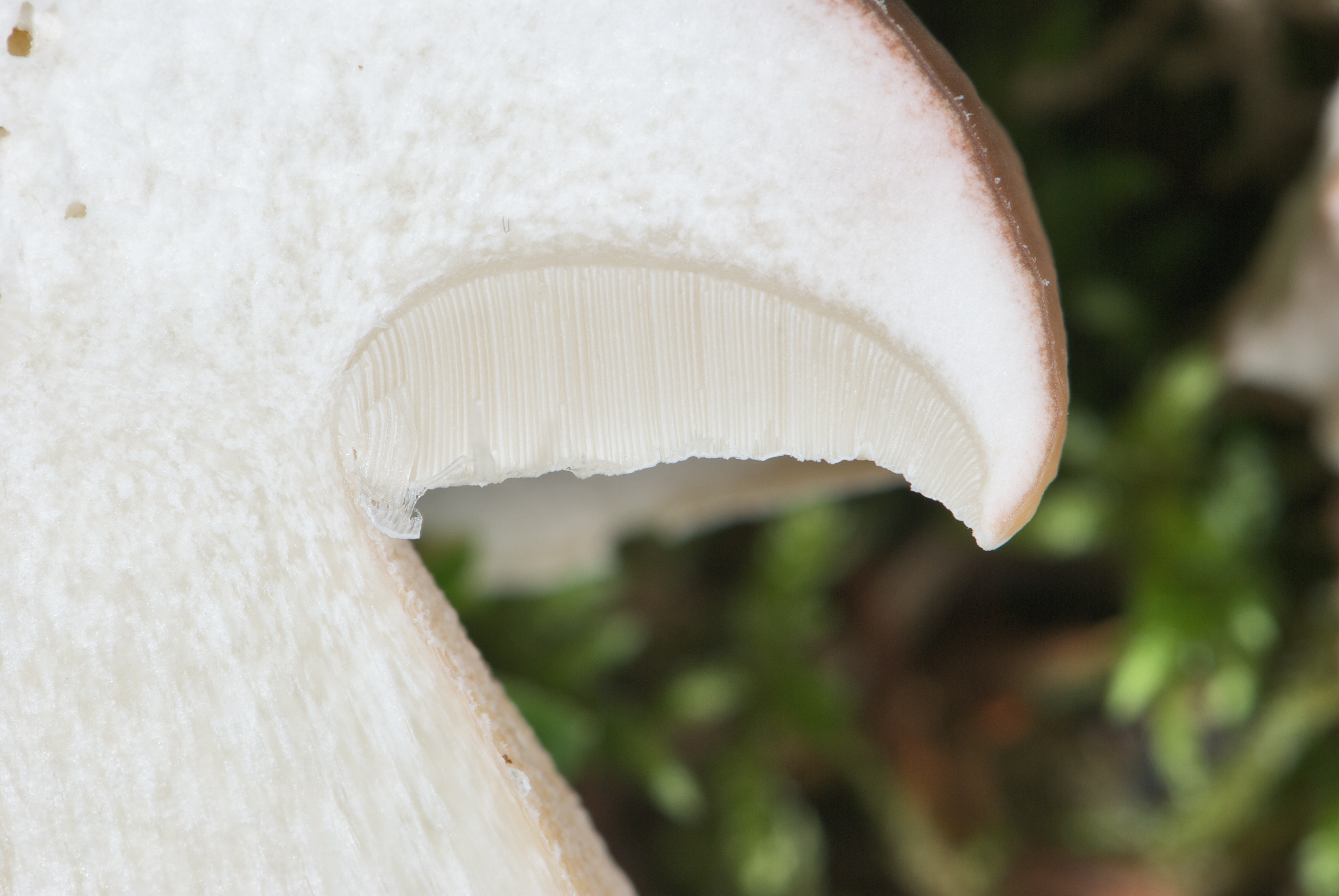
Coupe de l'hyménophore chez un champignon du genre Boletus: il supporte l'hyménium, ici des tubes

- au sens strict,  la partie du champignon sur laquelle se développe la couche sporifère appelée hyménium (qui va produire les spores). L'hyménophore est donc l'ensemble des lames ou aiguillons que l'hyménium recouvre ou les tubes dont il vient tapisser l'intérieur[1],[2].
- au sens large, tout le chapeau, voire le carpophore[3] tout entier.

L'hyménophore est une partie du sporophore (basidiome), et l'hyménium une partie de l'hyménophore. 
Le chapeau et le stipe (le pied) forment le sporophore (c'est-à-dire le « champignon entier » dans la langue courante), anciennement appelé carpophore.